# Rozwój prosty
Rozwój prosty, rozwój wprost, rozwój bezpośredni, postembriogeneza bezpośrednia, ametamorfoza, ametabolia (łac. ametamorphosis, ametabolia) – rozwój pozazarodkowy (postembriogeneza), w którym forma młodociana różni się od dorosłej jedynie mniejszymi rozmiarami i niezdolnością do rozrodu.
Rozwój ten charakteryzuje się zasadniczym zakończeniem organogenezy przed opuszczeniem jaja (u form jajorodnych) lub porodem (u form żyworodnych). W rozwoju tym, w przeciwieństwie do rozwoju złożonego nie występuje stadium larwy. Osobnik młodociany, wykazuje duże podobieństwo do imago (postaci dorosłej). Jest od niej mniejsza i niedojrzała płciowo.
W przypadku stawonogów, charakterystyczne dla postaci dorosłej struktury morfologiczne pojawiają się u osobników młodocianych w trakcie kolejnych linień.
Rozwój prosty występuje u zdecydowanej mniejszości zwierząt. Spotyka się go u ssaków, ptaków, gadów, ślimaków lądowych, licznych pajęczaków, części skorupiaków, większości wirków, u owadów z rzędu przerzutek (Archaeognatha) i rybików (Zygentoma). Owady, u których występuje rozwój bez przeobrażenia klasyfikowane były dawniej jako Ametabola.
Jako specyficzne typy rozwoju prostego, klasyfikowane bywają przez część badaczy występujące u stawonogów: anamorfoza i epimorfoza, w tym cechująca skoczogonki, widłogonki, rybiki i przerzutki protomorfoza.
W entomologii na określenie rozwoju bez przeobrażenia zwanego też rozwojem prostym funkcjonuje ponadto termin epimetabolia, który choć zastrzegany dla owadów pierwotnie bezskrzydłych (dawne Apterygota), to bywa synonimizowany z ametabolią.